# 川畑文俊
川畑 文俊（かわばた ふみとし、1958年6月3日 - ）は、日本の実業家。旭化成取締役兼副社長執行役員、旭化成ホームズ代表取締役社長、プレハブ建築協会副会長。

## 人物・経歴
大阪府出身。1982年関西学院大学法学部卒業、旭化成工業（現旭化成）入社。2012年旭化成ホームズ執行役員。2013年旭化成ホームズ取締役常務執行役員。2016年旭化成ホームズ取締役専務執行役員。2017年から旭化成ホームズ代表取締役社長を務め、住宅市場が悪化する中売上1兆円を目標に掲げて営業力の強化を進めた。2018年プレハブ建築協会副会長。2023年旭化成取締役兼副社長執行役員。